# 커투나 로리그
커투나 로리그(영어: Khatuna Lorig, 영어 발음: /kəˈtuːnɑː ˈlɔːrɪɡ/, 1974년 1월 1일~)는 조지아 출신 미국의 양궁 선수이다. 소련, 독립국가연합, 조지아 양궁 국가대표 선수로 활동하며 1992년 하계 올림픽 양궁 여자 단체전에서 동메달을, 유럽 선수권 대회에서 메달 4개(금메달 3개, 동메달 1개)를 획득했다. 2006년 미국으로 귀화한 후 미국 양궁 국가대표 선수로 활동하며 세계 선수권 대회에서 은메달 1개를 획득했다.
대한민국에서는 카투나 로릭으로도 알려져 있다.

## 생애 및 경력

### 하투나 크브리비시빌리
커투나 로리그는 1974년 소련의 구성국 그루지야 소비에트 사회주의 공화국의 트빌리시에서 하투나 딜마노브나 크브리비시빌리(러시아어: Хатуна Дилмановна Квривишвили, 조지아어: ხათუნა დილმანის ასული ქვრივიშვილი 하투나 딜마니스 아술리 크브리비슈빌리)라는 이름으로 태어났다. 공립 초등학교 6학년에 양궁 훈련을 시작했으며 활을 시위에 장전하는 법을 배우기 전에 8개월 동안 거울을 보며 활을 잡는 방법을 배웠다.
1990년 7월 스페인 바르셀로나에서 열린 1990년 유럽 선수권 대회에서 소련 국가대표로 출전해 여자 양궁 개인전 동메달과 단체전 금메달을 획득했다. 1991년 소련 붕괴 이후 조지아 국적자가 되었으며 이듬해인 1992년 6월 몰타 발레타에서 열린 1992년 유럽 선수권 대회에 독립국가연합 대표로 출전해 여자 개인전과 단체전에서 금메달을 획득했다. 이후 18살에 임신 4개월의 몸으로 바르셀로나에서 열린 1992년 하계 올림픽에 올림픽 연합 선수단(독립국가연합) 대표로 참가하여 여자 단체전에서 동메달을 획득했다.

### 하투나 로리기
하투나는 1992년 하계 올림픽 이후 이름을 하투나 딜마니스 아술리 로리기(조지아어: ხათუნა დილმანის ასული ლორიგი)로 개명했다. 1996년 미국 애틀랜타에서 열린 1996년 하계 올림픽에 조지아 대표 선수로 참가한 그녀는 미국 사회를 접한 후 조지아가 아닌 미국에서 생활하기로 결정했다. 올림픽 이후 미국에 거처를 잡은 뒤 양궁 선수를 그만두고 장난감 가게와 체육관에서 일하며 미국 생활에 적응했고, 이후 뉴저지주로 이사한 뒤 본업에 종사하면서 양궁 선수 훈련을 재개했다.
그녀는 2000년 하계 올림픽에 조지아 대표로 출전했고 2004년 하계 올림픽에 출전하고자 했으나 이혼과 자녀 양육 문제로 2004년 올림픽 출전을 포기했다.

### 커투나 로리그
하투나는 2006년 미국 시민권을 받으며 조지아에서 미국으로 귀화한 후 자신의 이름을 영어식 커투나 로리그(영어: Khatuna Lorig)로 개명했다.
2008년 8월 베이징에서 열린 2008년 하계 올림픽에 미국 대표로 참가했고 랭킹 라운드에서 635점을 획득하며 결선 26번째 시드를 획득했다. 로리그는 1회전에서 프랑스의 비르지니 아르놀드를 만났고 107대 105로 아르놀드에 승리하며 2회전에 진출했다. 2회전에서 영국의 앨리슨 윌리엄슨을 112대 109로 꺾고 3회전에서 콜롬비아의 아나 렌돈을 107대 95로 꺾은 그녀는 8강전에서 여자 양궁 개인전 동메달을 획득한 대한민국의 윤옥희에게 111대 105로 패배했다. 그녀는 대회 이후 올림픽 폐막식에서 미국 선수단의 기수로 선정되었다.
로리그는 이후 런던에서 열린 2012년 하계 올림픽에 출전했고 여자 리커브 양궁 개인 준결승전에서 대한민국의 기보배에게 패배했다. 이후 동메달 결정전에서 멕시코의 마리아나 아비티아에 패배하며 개인전 종합 4등을 차지했다.

## 개인사
로리그는 2단계 양궁 지도자 자격증을 가지고 있으며 2012년 하계 올림픽에 출전하기 전 헝거 게임: 판엠의 불꽃의 주인공을 맡은 제니퍼 로렌스에게 궁술을 가르쳤다.
로리그는 2016년 4월 일본의 타이어 회사 브리지스톤과 처음으로 개인 스폰서 계약을 체결했다. 그녀는 5명의 양궁 선수들과 함께 2016년 하계 올림픽과 2016년 하계 패럴림픽에 '팀 브리지스톤(영어: Team Bridgestone)'의 일원으로 참가했다.